# Lemonia dumi
Lemonia dumi là một loài bướm đêm thuộc họ Lemoniidae. Nó được tìm thấy ở scattered populations Trung Âu.
Sải cánh dài 45–65 mm. The moth gặp ở tháng 10 đến tháng 11 tùy theo địa điểm.
Ấu trùng ăn Hieracium và Taraxacum.

## Hình ảnh

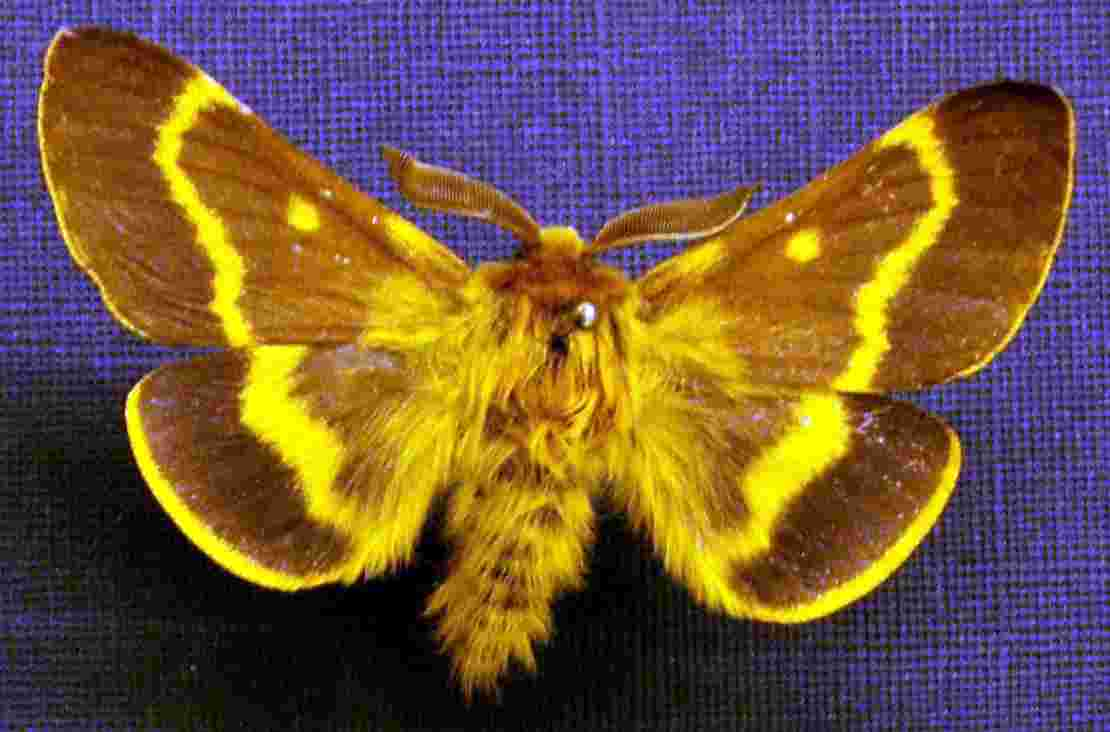